# ムイーナーバード
ムイーナーバード（テルグ語：మొయినాబాద్、英語：Muinabad/Moinabad）は、インドのテランガーナ州、ランガーレッディ県の都市。

## 歴史
かつてはSurangalと呼ばれていたが、この地域を統治したナワーブ・ムハンマド・ムイーヌッディーン・ハーン（イナーヤト・ジャング）の名にちなんでムイーナーバード（ムイーンの都市）と呼ばれた。